# Gà chọi Mỹ
Gà chọi Mỹ (American Game) là một giống gà chọi có nguồn gốc từ Hoa Kỳ, chúng là hậu duệ của giống gà chọi Anh cổ xưa (Old English Games), hiện nay gà chọi Mỹ được sử dụng để trưng bày, làm cảnh. Gà chọi Mỹ được nuôi khá phổ biến ở những quốc gia mà đá gà được coi là hơp pháp. Khu vưc châu Á như Philippines, thịnh hành ở Mexico, Hawaii, Mỹ nơi mà ngày nay đá gà ở đây đã là bất hợp pháp.

## Đặc điểm
Căn cứ vào nguồn gốc ra đời của chúng, có thể thấy gà chọi Mỹ không phãi là giống gà thuần của Mỹ mà là sản phẩm lai tại giữa các dòng gà châu Âu và châu Á và cuối cùng cho ra đời giống gà này một dòng gà chuyên về gà đá cựa. Hiện có ba dòng gà cựa Mỹ là:
- Chuyên về cựa dao.
- Chuyên về cựa tròn
- Chuyên về cựa tròn ngắn.

Gà Mỹ có vóc dáng trung bình, hình vóc 3 đoạn. nhưng rất lanh lẹ và hiếu chiến. Tốc độ ra đòn có thể tính vào một trong những loại gà đá nhanh nhất. Người ta chuộng chúng bởi vì, tốc độ ra đòn và ăn cựa rất nhạy, đặc biệt do cấu tạo khá khác về nội tạng, cơ quan nội tạng chỉ bằng 1/3– ½ gà cựa do đó rất khó bị cựa nghiệt khi lâm trận đã đưa giống gà này trở thành một gống gà đáng gờm trên trường đấu.
Điều này hết sức có lợi cho gà khi lâm trận. Bởi vì khi đá, gà thường đâm vào nách đối thủ, nếu trúng phổi thì thua lập tức. Nếu gà có lá phổi nhỏ thì xác suất bị đâm trúng sẽ không cao. Đặc tính của gà Mỹ là sung sức, mạnh mẽ, loại gà mái tuy nhỏ con nhưng nổi tiếng hung dữ. Điểm đặc biệt của giống gà này là lá phổi của rất nhỏ, lại nằm ẩn khuất ở sau lưng, nơi mà cựa bén khó lòng đâm tới chúng còn đá đòn mạnh như võ sĩ quyền Anh, tuy vậy cái dở là đá không biết né cứ giao thẳng chân.
Người Nuôi gà Mỹ không chú trọng vào vãy vi hay hình vóc như gà châu Á mà trọng về dòng gà và các biến thể. Các bổn gà mỹ nổi tiếng với các tên như Hatch, Kelso, Albany, Sweater, Whitehackle, Claret, Roundhead và Butcher. Tuy nhiên khi nhập một con gà Mỹ rất khó biết được nó thuộc dòng gà nào và chuyên đá cựa gì và thuộc các biến thể nào, Giống gà này nếu không rõ nguồn gốc thì cũng không thể chắc chắn được tính gan dạ của nó.